# Уотърбърг
Уотърбърг (на английски: Waterberg, на африкаанс Ватерберг) е окръг в Република Южна Африка. Намира се в провинция Лимпопо. Главен град е Модимоле.

## Население
614 139 (2001)

## Расов състав
(2001)
- 557 896 (90,84%)- черни
- 53 150 (8,65%)- бели
- 1683 (0,27%)- цветнокожи
- 1410 (0,23%)- азиатци